# Jitpurphedi
Jitpurphedi (nep. जितपुरफेदी) – gaun wikas samiti w środkowej części Nepalu w strefie Bagmati w dystrykcie Katmandu. Według nepalskiego spisu powszechnego z 2001 roku liczył on 887 gospodarstw domowych i 4757 mieszkańców (2423 kobiet i 2334 mężczyzn).